# Odoorn

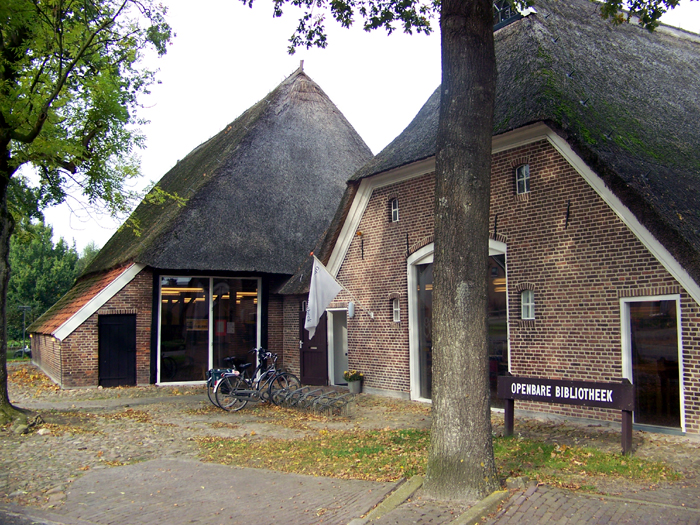
Case dal tetto di paglia ad Odoorn

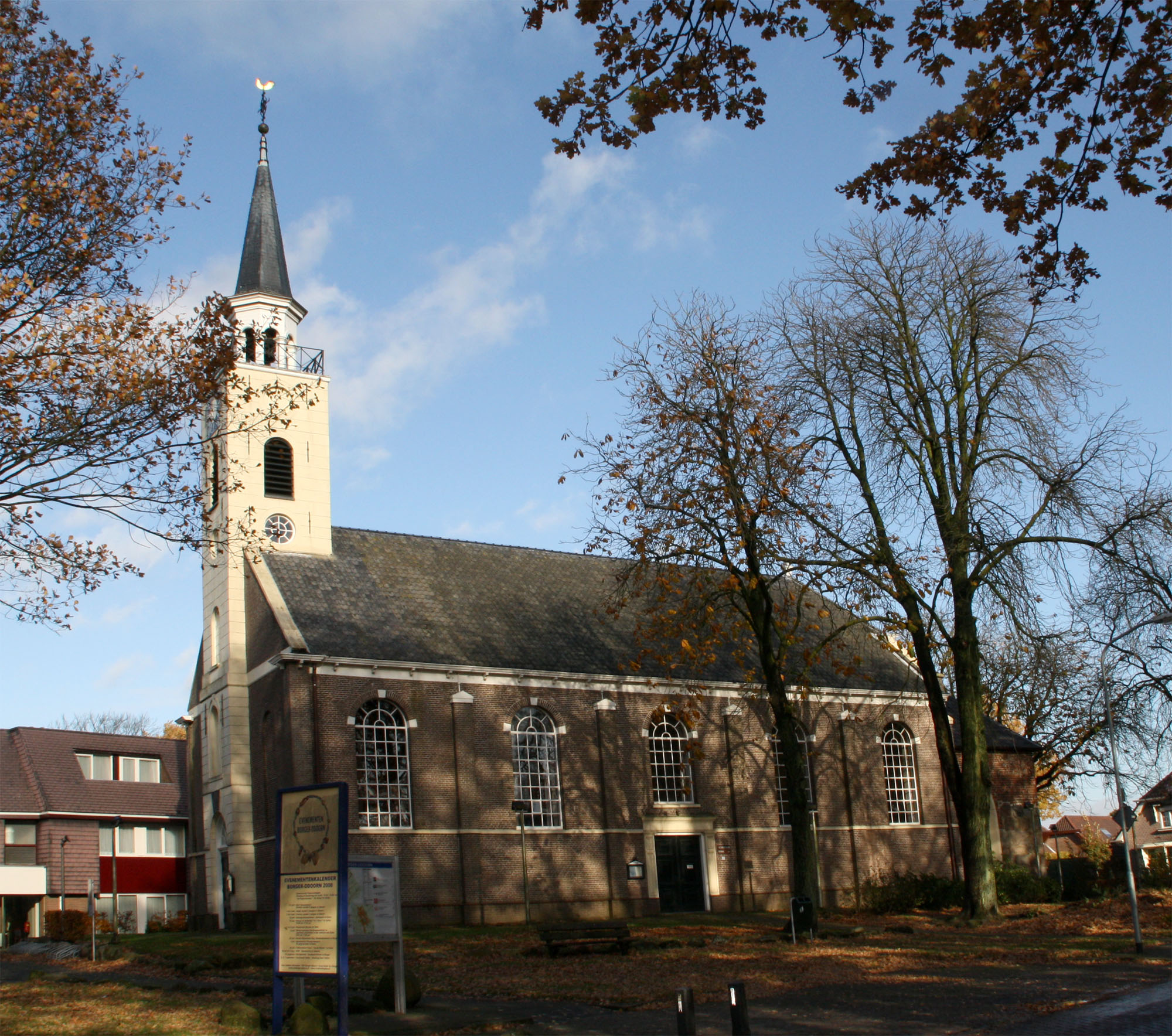
Odoorn: la chiesa protestante o chiesa di Santa Margherita

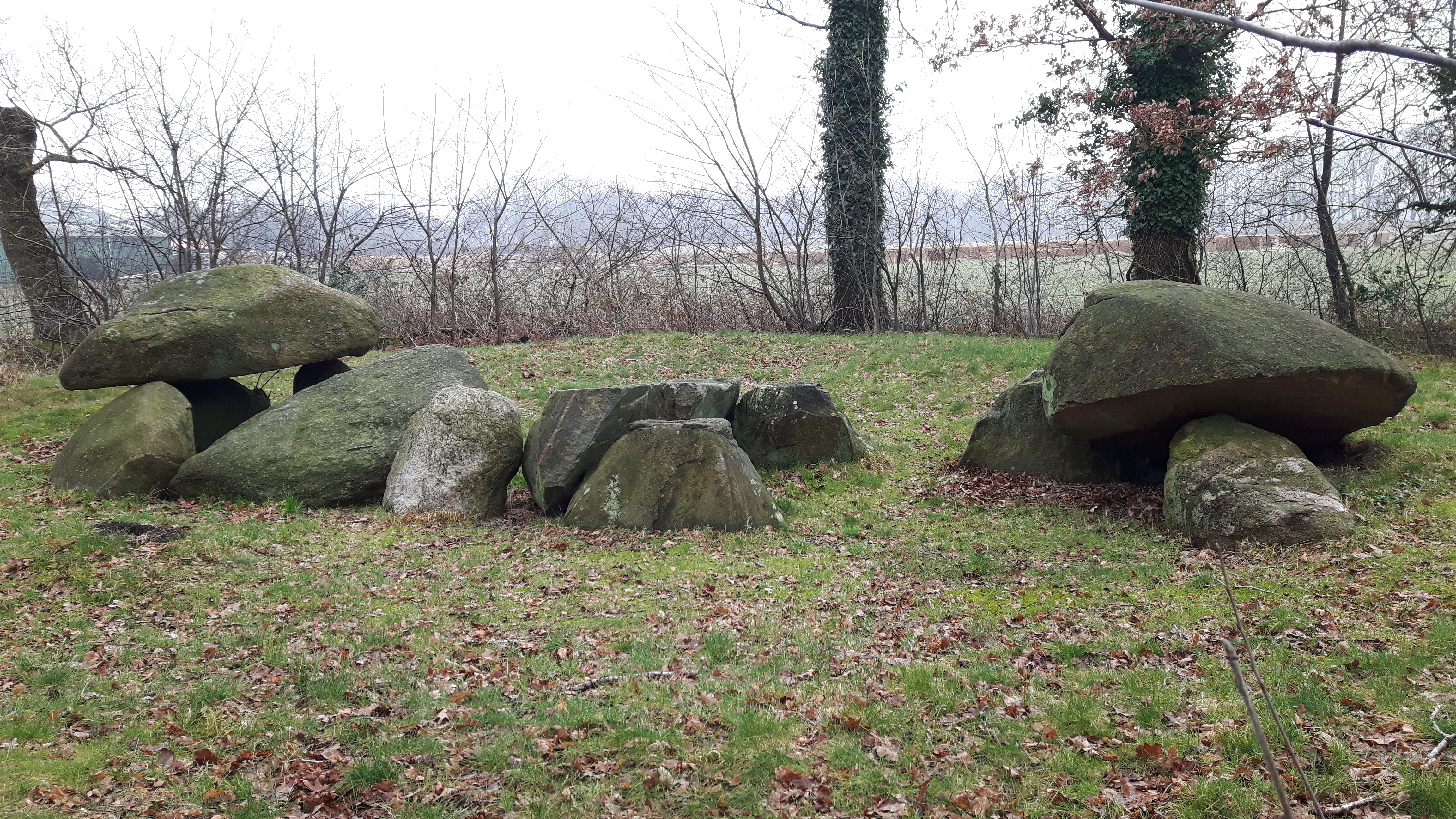
Odoorn:la tomba megalitica "D32"

Odoorn (in Drèents: Oring) è un villaggio di circa 1.900 abitanti del nord-est dei Paesi Bassi, facente parte della provincia di Drenthe. Dal punto di vista amministrativo, si tratta di un ex-comune, dal 1998 inglobato nella nuova municipalità di Borger-Odoorn.

## Geografia fisica
Odoorn si trova nella parte sud-orientale della provincia del Drenthe, tra Emmen ed Exloo (rispettivamente a nord della prima e a sud della seconda) e tra Schoonoord e Nieuw-Werdinge (rispettivamente ad est/sud-est della prima e ad ovest/sud-ovest della seconda.

## Origini del nome
Il toponimo Odoorn, attestato in questa forma dal 1634 e anticamente come Oderen (1327 e 1381-1383), Odern (1393), Oederen (1431), Oideren (1546), deriva probabilmente dal nome di persona *Odheri. A questo toponimo è legato etimologicamente anche il nome del casato di Van Oeren..

## Storia

### Dalla fondazione ai giorni nostri
Il villaggio fu menzionato per la prima volta nella forma Oderen il 1º luglio 1327 in una lettera redatta nel monastero Ten Nije Lichte.
Nel 1548 si parlò in un manoscritto di un "pastore di Odoorn".
Nel 1835, Odoorn divenne il centro amministrativo della municipalità di Valthe e rimase tale fino al 1870, anno in cui la sede municipale tornò ad esser posta ad Exloo. In seguito, però, dopo varie petizioni, la sede amministrativa fu nuovamente trasferita ad Odoorn.
Anche quando, il 1º gennaio 1998 fu creata la nuova municipalità di Borger-Odoorn, Odoorn era in ballottaggio con Exloo per diventare la sede comunale, ma alla fine fu scelta quest'ultima località.

### Simboli
Lo stemma di Odoorn si compone di uno scudo coronato di colore giallo e nero in cui è raffigurato un castello in fiamme; lo scudo è "retto" da due uomini preistorici armati di clava.
Lo stemma si rifà alla leggenda della città di Hunsow, distrutta dai Normanni.

## Monumenti e luoghi d'interesse
Odoorn conta 5 edifici classificati come rijksmonumenten..

### Architetture religiose

#### Chiesa di Santa Margherita
Principale edificio religioso di Odoorn è la chiesa protestante o chiesa di Santa Margherita, sorta nel 1898 sulle ceneri della vecchia chiesa del XII-XIII secolo, demolita nel 1856.

### Siti archeologici
Ad Odoorn sono state rinvenute nel 1952 varie tombe megalitiche risalenti al Neolitico e denominate "D30", "D31", "D32", "D35" e "D37A".

## Società

### Evoluzione demografica
Al censimento del 1º gennaio 2014, il villaggio di Odoorn contava una popolazione pari a 1.881 abitanti, di cui 993 erano donne e 888 erano uomini.
La località ha conosciuto quindi un lieve incremento demografico rispetto all'anno precedente, quando la popolazione era pari a 1.879 abitanti.

## Cultura

### Eventi
Ad Odoorn si svolge ogni anno per cinque giorni ad agosto il Wereld Dans- en Muziekfestival SIVO Odoorn, il più grande festival di danze popolari d'Europa.